# Limnoria bombayensis
Limnoria bombayensis är en kräftdjursart som beskrevs av Pillai 1961. Limnoria bombayensis ingår i släktet Limnoria och familjen borrgråsuggor. Inga underarter finns listade i Catalogue of Life.